# 境界迷宮と異界の魔術師
『境界迷宮と異界の魔術師』（きょうかいめいきゅうといかいのまじゅつし）は、小野崎えいじによる日本のライトノベル。小説投稿サイト「小説家になろう」で2015年から2023年まで連載された。書籍版はオーバーラップノベルス（オーバーラップ）より2015年から2022年まで刊行された。
メディアミックスとして、ばうによるコミカライズがウェブコミック配信サイト『コミックガルド』（同社）にて連載されているが、アプリ『コミックガルド＋』（同社）のリリース後は最新話はそちらで配信となる。

## あらすじ
テオドールは、ある日、異母兄弟に水路に突き落されて目を覚ました際に、自分の前世が日本人であり、テオドールをVRMMOのキャラとして使っていたという記憶が蘇った。記憶とともにゲーム内の魔法と技術が身に付いていることに気が付いたテオドールは、大迷宮が存在する境界都市タームウィルズへ向かった。

## 登場人物
テオドール
主人公。ガートナー伯爵家の庶子。愛称はテオ。異母兄弟に水路に落とされ前世の記憶が甦った。実家から独立して境界都市で活動することになる。
霧島景久
テオドールの前世たる日本人。テオドールをVRMMOの自キャラとしてプレイしていた。
グレイス
テオドールの従者。種族は人と吸血鬼の混血たるダンピーラであり、普段は指輪の形をした呪具で種族特性を封印している。

## 既刊一覧

### 小説
- 小野崎えいじ（著）・鍋島テツヒロ（イラスト） 『境界迷宮と異界の魔術師』 オーバーラップ〈オーバーラップノベルス〉、全18巻
  1. 2015年5月25日発売[4]、ISBN 978-4-86554-052-9
  2. 2015年9月25日発売[5]、ISBN 978-4-86554-066-6
  3. 2016年1月22日発売[6]、ISBN 978-4-86554-092-5
  4. 2016年5月25日発売[7]、ISBN 978-4-86554-125-0
  5. 2016年8月25日発売[8]、ISBN 978-4-86554-147-2
  6. 2016年11月25日発売[9]、ISBN 978-4-86554-168-7
  7. 2017年2月25日発売[10]、ISBN 978-4-86554-198-4
  8. 2017年6月25日発売[11]、ISBN 978-4-86554-228-8
  9. 2017年9月25日発売[12]、ISBN 978-4-86554-260-8
  10. 2018年5月25日発売[13]、ISBN 978-4-86554-354-4
  11. 2019年2月25日発売[14]、ISBN 978-4-86554-454-1
  12. 2019年12月25日発売[15]、ISBN 978-4-86554-576-0
  13. 2020年8月25日発売[16]、ISBN 978-4-86554-726-9
  14. 2021年2月25日発売[17]、ISBN 978-4-86554-850-1
  15. 2021年8月25日発売[18]、ISBN 978-4-86554-984-3
  16. 2022年1月25日発売[19]、ISBN 978-4-8240-0090-3
  17. 2022年5月25日発売[20]、ISBN 978-4-8240-0190-0
  18. 2022年12月25日発売[21]、ISBN 978-4-8240-0367-6

### 漫画
- ばう（漫画）・小野崎えいじ（原作）・鍋島テツヒロ（キャラクター原案） 『境界迷宮と異界の魔術師』 オーバーラップ〈ガルドコミックス〉、既刊14巻（2025年6月25日現在）
  1. 2019年2月25日発売[22][23]、ISBN 978-4-86554-455-8
  2. 2019年6月25日発売[24]、ISBN 978-4-86554-515-9
  3. 2019年12月25日発売[25]、ISBN 978-4-86554-594-4
  4. 2020年7月25日発売[26]、ISBN 978-4-86554-708-5
  5. 2021年1月25日発売[27]、ISBN 978-4-86554-835-8
  6. 2021年7月25日発売[28]、ISBN 978-4-86554-968-3
  7. 2021年7月25日発売[29]、ISBN 978-4-8240-0119-1
  8. 2022年7月25日発売[30]、ISBN 978-4-8240-0253-2
  9. 2022年12月25日発売[31]、ISBN 978-4-8240-0375-1
  10. 2023年6月25日発売[32]、ISBN 978-4-8240-0539-7
  11. 2023年12月25日発売[33]、ISBN 978-4-8240-0696-7
  12. 2024年6月25日発売[34]、ISBN 978-4-8240-0871-8
  13. 2024年12月25日発売[35]、ISBN 978-4-8240-1041-4
  14. 2025年6月25日発売[36]、ISBN 978-4-8240-1235-7